# 馬氏小禄殿内
馬氏 小禄殿内（ばうじ おろくどぅんち）は、唐名（カラナー）・馬良詮、（大）浦添親方良憲を元祖とする琉球王国の士族（首里士族）。五大姓（五大名門）の一つ、馬氏の大宗家（本家）。王国末期に小禄間切（現：那覇市（小禄地区））の総地頭を務めた琉球王国の名門氏族。
一世・良憲は、与湾大親の孫。尚元王時代に、三司官を務めた。三世・良豊は薩摩侵入の折、菊隠和尚とともに薩摩藩と和平交渉を行う。七世・良信の次女は尚敬王妃。十二世、良忠は、牧志恩河事件の際に罪を問われて、三司官を免職されるという悲劇に遭った。馬氏は王家一門である向氏を除くと、五大姓（名門）のうち三司官を最多の21人出し、王家とも姻戚関係で深く結ばれた屈指の名門であった。

## 系譜
- 一世・馬良詮・（大）浦添親方良憲
- 二世・馬世栄・名護親方良員
- 三世・馬良弼・名護親方良豊（良員次男。兄良真早世のため家督相続）
- 四世・馬継盛・名護親方良益（実父は孟氏今帰仁親方宗能、実母は良豊次女・真加戸樽。良豊の嫡男・良寧早世により養子入り）
- 五世・馬継宗・許田親方良紀（良益弟。実父は同じく今帰仁親方宗能、実母真加戸樽。兄が薩摩行きの途上遭難したため、その養子となり跡目相続）
- 六世・馬益祖・名護親方良律
- 七世・馬如飛・仲里親方良直
- 八世・馬建徳・永本親雲上良隆（夭折。妻は尚益王四女・内間翁主）
- 九世・馬亮功・小禄親方良穎
- 十世・馬応昌・小禄親方良和（実父は馬氏濱元親方良恭）
- 十一世・馬允中・小禄親方良恭（良綱）
- 十二世・馬克承・小禄親方良忠
- 十三世・馬周詢・小禄親方良休
- 十四世・馬紹猷・小禄里之子親雲上良弼